# Carlo Mucari
Carlo Mucari, all'anagrafe Carlo Mammucari (Velletri, 22 novembre 1955), è un attore italiano.

## Biografia
Nato come Carlo Mammucari, per volere della Rai abbreviò il suo cognome in Mucari e utilizzò anche la versione inglese Charles Mucary.
Mucari incominciò a lavorare come attore in alcuni sceneggiati, successivamente si affermò come interprete cinematografico negli anni ottanta. Fra le sue partecipazioni più importanti si ricordano Tex e il signore degli abissi e Un ponte per l'inferno.

## Filmografia

### Cinema
- Bianco, rosso e Verdone, regia di Carlo Verdone (1981)
- Peccato originale, regia di Mario Sabatini (1981)
- Favoriti e vincenti, regia di Salvatore Maira (1983)
- Chewingum, regia di Biagio Proietti (1984)
- Tex e il signore degli abissi, regia di Duccio Tessari (1985)
- Dolce pelle di Angela, regia di Andrea Bianchi (1986)
- I giorni dell'inferno, regia di Tonino Ricci (1986)
- Un ponte per l'inferno, regia di Umberto Lenzi (1986)
- La lingua, regia di Marco Toniato (1986)
- La sporca insegna del coraggio, regia di Tonino Valerii (1987)
- Pathos - Segreta inquietudine, regia di Piccio Raffanini (1988)
- La notte degli squali, regia di Tonino Ricci (1988)
- Arabella l'angelo nero, regia di Stelvio Massi (1989)
- La storia di Lady Chatterley, regia di Lorenzo Onorati (1989)
- La donna dell'isola, regia di Lorenzo Onorati (1989)
- La puritana, regia di Ninì Grassia (1989)
- Provocazione fatale, regia di Ninì Grassia (1990)
- Tre giorni d'amore, regia di Pasquale Fanetti (1991)
- Buck ai confini del cielo, regia di Tonino Ricci (1991)
- Le occasioni di una signora perbene, regia di Pasqualino Fanetti (1993)
- Trafitti da un raggio di sole, regia di Claudio Del Punta (1995)
- L'amico di Wang, regia di Carl Haber (1997)
- Altri uomini, regia di Claudio Bonivento (1997)
- Il viaggio della sposa, regia di Sergio Rubini (1997)
- La vespa e la regina, regia di Antonello De Leo (1999)
- Li chiamarono... briganti!, regia di Pasquale Squitieri (1999)
- Tobia al caffè, regia di Gianfranco Mingozzi (2000)
- Amarsi può darsi, regia di Alberto Taraglio (2001)
- Snuff killer - La morte in diretta, regia di Bruno Mattei (2003)
- Blu eyes, regia di Bruno Mattei (2004)

### Televisione
- Gli ultimi tre giorni, regia di Gianfranco Mingozzi - film TV (1977)
- Mille e una vita, regia di Gianfranco Mingozzi - film TV (1977)
- Un paio di scarpe per tanti chilometri, regia di Alfredo Giannetti - miniserie TV (1982)
- Parole e sangue, regia di Damiano Damiani - miniserie TV (1982)
- Quer pasticciaccio brutto de via Merulana, regia di Piero Schivazappa - miniserie TV (1983)
- Casa Cecilia, regia di Vittorio De Sisti - serie TV (1983)
- Un uomo in trappola, regia di Vittorio De Sisti - miniserie TV (1985)
- Sei delitti per padre Brown, regia di Vittorio De Sisti - miniserie TV (1988)
- La ciociara, regia di Dino Risi - miniserie TV (1988)
- Incantesimo - serial TV (1998-1999)
- Don Matteo - serie TV, episodio 4x09 (2004)